# موغله
موغله (به ترکی استانبولی: Muğla) شهری است در کشور ترکیه که در استان موغله واقع شده‌است. جمعیت این شهر بر اساس سرشماری سال ۲۰۰۸ میلادی ۵۶٬۶۱۹ نفر و بر اساس برآوردهای سال ۲۰۰۹ میلادی ۶۱٬۵۵۰ نفر می‌باشد.